# Нидерзаксверфен
Нидерзаксверфен (нем. Niedersachswerfen) — коммуна в Германии, в земле Тюрингия. 
Входит в состав района Нордхаузен. Подчиняется управлению Хонштайн/Зюдхарц.  Население составляет 3257 человек (на 31 декабря 2010 года). Занимает площадь 11,79 км². Официальный код  —  16 0 62 038.